# Georg Grönroos
Georg Grönroos, född 17 september 1885 i Helsingfors, död där 8 maj 1927, var en finländsk skådespelare. 
Grönroos filmdebuterade 1913. 

## Filmografi (urval)
- 1913 – Den moderna suffragetten
- 1913 – Den okända
- 1913 – Ingeborg Holm
- 1913 – Gränsfolken
- 1913 – Mannekängen
- 1914 – Halvblod
- 1914 – Födelsedagspresenten
- 1920 – Bodakungen
- 1923 – Hälsingar
- 1923 – Mälarpirater

## Teater

### Roller
| År   | Roll | Produktion                            | Regi            | Teater           |
| ---- | ---- | ------------------------------------- | --------------- | ---------------- |
| 1920 |      | Flickan från U.S.A., revy Fred Winter | Oskar Textorius | Kristallsalongen |